# Trap americà
El trap americà és un subgènere de la música hip-hop nascut al sud dels Estats Units a principis de la dècada del 1990. El gènere rep el seu nom d'un lloc on les drogues es venen il·legalment.